# Strzelanina w Dayton (2019)
Strzelanina w Dayton – strzelanina, do której doszło 4 sierpnia 2019 w barze Ned Peppers w mieście Dayton, w stanie Ohio. W wyniku strzelaniny zginęło 10 osób, a 26 zostało rannych. Sprawcą strzelaniny był 24-letni Connor Betts.

## Przebieg
Do masakry doszło 4 sierpnia 2019 o godzinie 1:05 w nocy. Według relacji naocznych świadków 24-letni Connor Betts zaczął strzelać do ludzi przy wejściu do baru Ned Peppers po tym, jak odmówiono mu wstępu do środka. W niecałą minutę po rozpoczęciu strzelaniny na miejsce przybyli funkcjonariusze policji, którzy po krótkiej obławie zastrzelili napastnika.
Atak był drugą masową strzelaniną po strzelaninie w El Paso, do której doszło dzień wcześniej.

## Ofiary
1. Connor Betts (lat 24)
2. Megan Betts (lat 22)[7]
3. Monica Brickhouse (lat 39)
4. Nicholas Cumer (lat 25)
5. Derrick Fudge (lat 57)
6. Thomas McNichols (lat 25)
7. Lois Oglesby (lat 27)
8. Saheed Saleh (lat 39)
9. Logan Turner (lat 30)
10. Beatrice Warren-Curtis (lat 36)

## Sprawca
Sprawcą strzelaniny był 24-letni Connor Stephen Betts, mieszkaniec Bellbrook w stanie Ohio. Betts został jako nastolatek zawieszony w liceum za stworzenie list osób do zabicia i zgwałcenia (tzw. hit list i rape list), a według doniesień na drugiej liście znajdowały się nazwiska dziewcząt, które odrzucały zaloty sprawcy. Sprawca prywatnie odnosił się do kobiet w sposób pogardliwy i wulgarny, niektóre media zaczęły łączyć go z ruchem Incel. Przyczyny jego skrajnej mizoginii nie są znane, jako nastolatek miał dziewczyny w szkole średniej. W internecie sprawca deklarował się jako lewicowiec i satanista, a w opisie konta napisał, że chciałby pójść do piekła i nie wrócić. Byłe dziewczyny sprawcy Caitlyn Johnson i Lyndsi Doll powiedziały później w wywiadach, że najprawdopodobniej cierpiał on na zaburzenia ze spektrum schizofrenii, o czym miał powiedzieć przynajmniej jednej z nich.